# 52e demi-brigade de mitrailleurs coloniaux
Pour les articles homonymes, voir 52e demi-brigade, 52e régiment et 52e bataillon.
Le 52e régiment de tirailleurs indochinois (52e RTI) devenu la 52e demi-brigade de mitrailleurs coloniaux (52e DBMC) est une unité d'infanterie de l'Armée de terre française qui a participé à la Seconde Guerre mondiale.

## Création et différentes dénominations
- 1928 - 1931 : 52e régiment de tirailleurs indochinois
- 1931 - 1932 : 52e régiment de mitrailleurs indochinois
- 1932 - 1939 : 52e bataillon de mitrailleurs indochinois
- 1939 - 1940 : 52e demi-brigade de mitrailleurs coloniaux
- 1940 : 52e demi-brigade de mitrailleurs indigènes coloniaux

## Historique des garnisons, combats et batailles de la52eDBMC

### Entre-deux-guerres
- Le 1er ou le 5 novembre 1928[1],[2], création à Agen du 52e régiment de tirailleurs indochinois (52e RTI)[3], avec un bataillon détaché à Auch et un autre à Pamiers[4]. Le 1er mai 1931, le 52e régiment de mitrailleurs indochinois est formé à partir de la formation précédente. Il est renommé  52e bataillon de mitrailleurs indochinois (52e BMI) le 8 octobre 1932[1],[5].
- En 1934, la formation quitte Agen[3]. Le bataillon, en garnison à Carcassonne (caserne Laperrine[6]), forme avec le 42e bataillon de mitrailleurs malgaches la demi-brigade de mitrailleurs malgaches et indochinois (DBMIM), rattachée à la 4e division d'infanterie coloniale[7],[8].

### Seconde Guerre mondiale

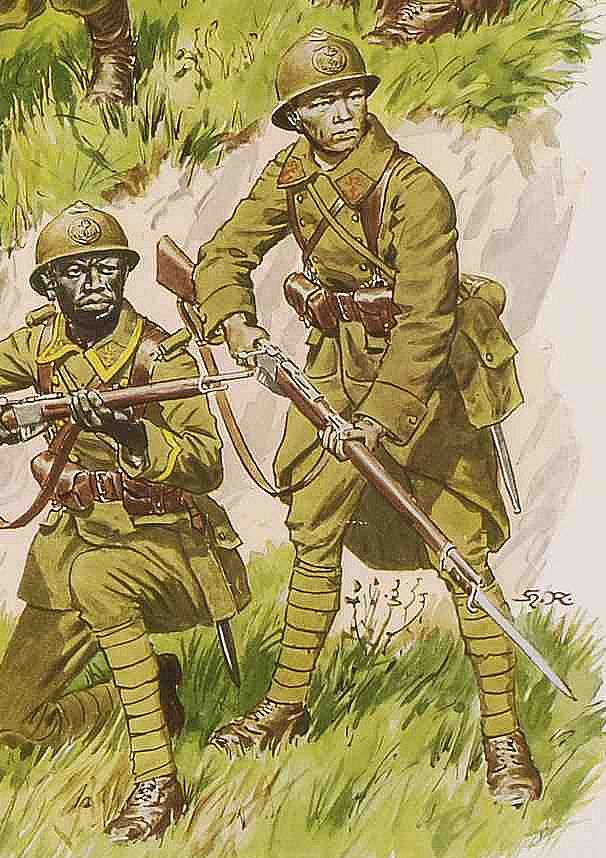
Mitrailleur indochinois de la en 1939, à côté d'un tirailleurs sénégalais (dessin allemand d'époque).

Début septembre 1939, à la mobilisation, le 52e BMI devient la 52e demi-brigade de mitrailleurs coloniaux (52e DBMC), par renforcement de réservistes européens. Elle est constituée de deux bataillons, à trois compagnies de mitrailleuses et une compagnie d'engins et fusiliers-voltigeurs.
La 52e DBMC est pendant l'hiver 1939 rattachée à la 4e division d'infanterie coloniale. Le 1er janvier 1940, la 52e demi-brigade de mitrailleurs coloniaux est affectée au secteur défensif des Ardennes, sous secteur d'Étion-Mézières-Montcy-Notre-Dame-Nouzonville sur la ligne Maginot, elle est endivisionnée à la 102e division d'infanterie de forteresse (XLIe corps d'armée de forteresse, 9e armée) qui est chargée de la défense de la Meuse entre Anchamps et Pont-à-Bar (Dom-le-Mesnil). Les effectifs de la demi-brigade sont recomplétés fin mars 1940, l'effectif est alors d'environ 2 500 militaires. Elle prend le nom de 52e demi-brigade de mitrailleurs indigènes coloniaux le 15 mars.
Le 14 mai 1940, lors de la bataille de France, la rive droite de Nouzonville est occupée dans l'après-midi par les Allemands de la 3. Infanterie-Division du Generalleutnant Lichel, la rive gauche étant défendue par le Ier bataillon (commandant Couturier) de la 52e demi-brigade de mitrailleurs indigènes coloniaux. Les Français ayant fait sauter le pont le 12 mai au soir, les Allemands devront franchir la Meuse en canots ; ils précèdent leur attaque par un intense bombardements aérien qui touche la ville. Malgré les dégâts qu'ils ont pu subir, les défenseurs repoussent la tentative allemande de traversée du fleuve. Les Allemands repassent à l'attaque le lendemain à 7h30 au niveau du cimetière de la ville, mais sont cloués au sol par le feu français, dont l'artillerie de la casemate de Nouzonville tire à vue. Néanmoins en fin de matinée, ce feu diminue, la 102e division d'infanterie de forteresse dont dépend la 52e DBMIC se replie vers l'arrière à cause de la menace que fait peser la percée de la 6. Panzerdivision à Monthermé depuis quelques heures. À 11h ce 15 mai 1940, Nouzonville est aux mains des Allemands de la 3. Infanterie-Division. La casemate de Nouzonville continuera à tirer jusqu'à la nuit avant que sa pièce ne soit hors d'usage.
Elle est ensuite disloquée et capturée,. Une partie des rescapés européens rejoindront le 55e bataillon de mitrailleurs d'infanterie coloniale de la 237e division légère d'infanterie,.

## Traditions
Le drapeau du régiment de mitrailleurs indochinois porte l'inscription Maroc 1925-1926. Cette inscription récompense l'engagement des 53e et 55e bataillons de chasseurs mitrailleurs indochinois dans la guerre du Rif.
L'insigne de la 52e DBMIC (probablement réalisé en 1939 mais remontant peut-être au 52e RMI) est une ancre chargée d'un dragon, avec au centre un écusson bleu portant le numéro 52. Le dragon symbolise l'origine indochinoise des soldats de l'unité.

## Chefs de corps
- 1939 - 1940 : lieutenant-colonel Barbe[9]